# Большереченский район
Большере́ченский райо́н — административно-территориальная единица (район) и муниципальное образование (муниципальный район) на востоке центральной части Омской области России.
Административный центр — рабочий посёлок Большеречье.

## География
Площадь района — 4 300 км². Основные реки — Иртыш, Большая. Расстояние до областного центра — 200 км.

## История
Район образован 25 мая 1925 года путём преобразования Больше-Реченской укрупнённой волости Тарского уезда Омской губернии. Район вошёл в состав Тарского округа Сибирского края.
В 1925 году из Качесовского и Шипицынского сельских советов был выделен Гущинский. Из Могильно-Посельского сельского совета выделен Каиркульский. Из Артынского сельского совета выделен Карташёвский. Из Криводановского сельского совета выделен Петровский и часть Лапушинского. Из Сухокарасукского сельского совета выделена часть в Лапушинский. Из Бещаульского сельского совета выделен Малиновский. Из Большеникольского сельского совета выделен Малоникольский. Из Рямовского сельского совета выделен Моховоозёрский. Из Николаевского сельского совета выделен Покровский. Из Артынского и Большеникольского сельских советов выделен Новорождественский. Из Артынского сельского совета выделен Сеткуловский. Из частей Копьёвского и Моховского сельских советов образован Петропавловский. Шипицынский сельский совет переименован в Кирсановский с переносом центра в село Кирсановку. Из Кирсановского сельского совета выделены Большемурлинский, Гущинский.
На 1926 год в районе насчитывалось 35 сельских советов, 110 населённых пунктов, 7642 хозяйств.
В начале июня 1929 года Карташёвский сельский совет присоединён к Артынскому. Малиновский сельский совет присоединён к Бещаульскому. Малоникольский сельский совет присоединён к Большеникольскому.
В конце июня 1929 года район в связи с ликвидацией Тарского округа, переводится в Омский округ. Копьёвский и Николаевский сельские советы переводятся в Муромцевский район Барабинского округа.
В июле 1929 года к Большереченскому району присоединена часть ликвидированного Евгащинского района (Ботвинский, Евгащинский, Коршуновский, Кошкульский, Красноярский, Куйгалинский, Михайловский, Мясниковский, Надеждинский, Преображенский, Уленкульский, Яланкульский сельские советы).
В сентябре 1929 года Николаевский, Копьёвский сельские советы переданы в Еланский район. Петропавловский сельский совет присоединён к Николаевскому и Копьёвскому Еланского района.
В период 1930—1934 годов произошли значительные изменения в административно-территориальном делении района. Гущинский и часть Качесовского сельских советов присоединены к Кирсановскому. Куйгалинский, Михайловский и часть Красноярского сельских советов присоединены к Евгащинскому. Часть Красноярского сельского совета присоединена к Такмыкскому. Часть Бугалинского и Моховоозёрского сельских советов присоединены к Ингалинскому. Каиркульский, Покровский сельские советы присоединены к Бещеульскому. Качесовский сельский совет присоединён к Камышино-Курскому и Кирсановскому. В Осихинский сельский совет вошли части Криводановского и Лапушинского. Криводановский сельский совет вошёл в Такмыкский, Уленкульский. В Петровский сельский совет присоединены части Лапушинского и Преображенского. Преображенский сельский совет присоединён к Ботвинскому. Часть Лапушинского сельского совета присоединена к Сухокарасукскому. Бугалинский сельский совет присоединён к Старокарасукскому и Ингалинскому. Надеждинский сельский совет присоединён к Коршуновскому. Новорождественский сельский совет вошёл в Костинский. Костинский сельский совет образован из Новорождественского и Большеникольского. Рямовский, Сеткуловский сельские советы присоединены к Артынскому. Центр Кирсановского сельского совета перенесён в село Дубровка.
В августе 1930 года район входит в образованный Западно-Сибирский край.
На 1 января 1931 года в районе насчитывалось 42 сельских совета, 141 населённый пункт. Площадь составляла 5441 км2.
В 1931 году насчитывался 41 сельский совет. В районе имелся крупный совхоз № 51 на землях Большереченского, Саргатского, Нижнеколосовского районов с центральной усадьбой в селе Красный Яр. На территории совхоза 6 зоотехнических усадеб. Молочных ферм в районе 72, 1 ОТФ, 10 СТФ, 1 Ингалинская МСС обслуживающая 25 колхозов. Имеется Сельстройобъединение с количеством рабочих свыше 1000 человек, 2 электроустановки в сёлах Евгащино, Такмык, 1 телефон в селе Евгащино, 1 почтово-телеграфное агентство, 2 почтовых агентства, 2 больницы, 4 фельдшерских пункта.
- Крупные мельницы: Евгащинская, Такмыкская, Большереченская, Могильно-Посельская, Карасукская, Бещеульская.
- Механизированные маслодельные заводы: Могильно-Посельский, Ингалинский, Евгащинский, Такмыкский, Артынский, Камышино-Курский.
- Конноприводные маслодельные заводы: Большереченский, Хуторской, Сухо-Карасукский, Никольский, Черналинский, Коршуновский, Надеждинский.
- Ручной маслодельный завод Яланкульский.

Мелкая промышленность представлена отраслями: маслобойная, крупообдирочная, кирпичная, кузнечная, слесарная, бондарная, колёсная, сапожная, пимокатная, портняжная, шорная, столярная, каменщики, овчинная, известковая.
В районе издавалась газета «Колхозный Путь», выходящая 1 раз в декаду.
В 1932 году началось строительство районной электростанции в селе Большеречье. Закрыты маслодельные заводы Никольский, Коршуновский, Надеждинский вместо них открыт завод в селе Большеречье.
В декабре 1932 года в состав района вошла часть ликвидированного Саргатского района (Горьковский, Интенисский, Хохловский сельские советы), а также часть ликвидированного Еланского района (Николаевский, Копьёвский сельские советы).
В марте 1933 года Николаевский сельский совет присоединён к Пустынскому.
В апреле 1933 года в состав района переданы земли Маслосовхоза № 159 и Маслосовхоза № 248, находящиеся в Иконниковском и Татарском районах Западно-Сибирского края. Из Тюкалинского района переданы земли Маслосовхоза № 314. Земли Маслосовхоза № 128 Большереченского района перечислены в состав Колосовского. Андреевский сельский совет передан из Любинского района.
В июле 1934 года Мясниковский сельский совет Большереченского района Западно-Сибирского края передан в Колосовский район Тарского округа.
В декабре 1934 года район вошёл в образованную Омскую область.
В 1935 году в образованный Саргатский район были переданы Андреевский, Горьковский, Интенисский, Хохловский сельские советы. Центр Кирсановского сельского совета перенесён в село Кирсановка.
В 1936 году насчитывалось 163 населённых пункта, 25 сельских советов (4 татарских), 129 колхозов, 8 молочно-мясных совхозов, 1 МТС, 98 начальных школ, 10 неполных средних школ, 1 средняя школа, 72 клубных учреждения, 3 больницы, 5 амбулаторий. Площадь 6684 квадратных километра.
В 1937 году в образованный Ежовский район были переданы Ботвинский, Евгащинский, Коршуновский, Кошкульский, Петровский, Такмыкский, Уленкульский сельские советы.
В 1937—1938 годах начинается политика «поиска врагов народа», арестовываются и расстреливаются жители района. Особенно громким становится процесс по «Делу священников и мирян Большереченского района Омской области 1937».
На 1 января 1938 года площадь района составляла 6700 км2, насчитывалось 25 сельских советов.
К 1 января 1941 года в районе насчитывалось 18 сельских советов, площадь района равнялась 4800 км2.
К 1 января 1947 года в районе насчитывалось 18 сельских советов, площадь района равнялась 4800 км2. Расстояние до ближайшей железнодорожной станции 200 км в городе Омске.
В 1951 году Черноозёрский сельский совет передан Андреевскому сельскому совету Саргатского района, другая часть вошла в Старокарасукский сельский совет.
В 1953 году в район вошла часть ликвидированного Дзержинского района (Ботвинский, Евгащинский, Петровский, Такмыкский сельские советы).
В начале июня 1954 года из Тарского района передан Уленкульский сельский совет. Яланкульский сельский совет передан в Колосовский район.
В конце июня 1954 года к Ингалинскому сельскому совету присоединён Картовский. Часть Копьёвского и Моховского сельских советов присоединены к Камышино-Курскому. Большемурлинский сельский совет присоединён к Могильно-Посельскому. Ботвинский сельский совет присоединён к Такмыкскому. Копьёвский сельский совет преобразован в совхозный поселковый совет, часть населённых пунктов перечислена в Камышино-Курский сельский совет. Центр переведён на центральную усадьбу совхоза «Копьёвский».
В 1957 году из Колосовского района передана часть Яланкульского сельского совета.
В 1958 году Костинский сельский совет переименован в Новорождественский с переносом центра в село Новорождественка. Сухокарасукский сельский совет переименован в Чебаклинский с переносом центра в село Чебаклы.
В июне 1960 года село Большеречье преобразовано в рабочий посёлок.
В декабре 1960 года населённые пункты Большереченского сельского совета перечислены в Осихинский. Образован Большереченский поселковый совет. Новорождественский сельский совет присоединён к Артынскому. Пустынский сельский совет объединён с Бещаульским в Хуторской с центром в посёлке Хутора.
В 1962 году Артынский, Камышино-Курский, Хуторской сельские советы, Копьёвский совхозные поселковый совет переданы в Муромцевский район. Из Колосовского района передан Чапаевский сельский совет. Из Тарского района переданы Новологиновский, Почекуевский сельские советы. Из Саргатского района переданы Новотроицкий, Хохловский, Щербакинский сельские советы.
В январе 1965 года Новотроицкий, Хохловский, Щербакинский сельские советы переданы в Саргатский район.
В июле 1965 года Чапаевский сельский совет передан в Колосовский район.
В октябре 1965 года Осихинский сельский совет переименован в Красноярский с переносом центра в село Красный Яр.
В 1969 году Старокарасукский сельский совет присоединён к Ингалинскому.
В 1974 году Петровский сельский совет переименован в Курносовский с переносом центра в село Курносово. Кирсановский сельский совет переименован в Шипицынский с переносом центра в село Шипицыно.
В 1977 году образован Старокарасукский сельский совет из части Ингалинского и Чебаклинского.
В 1982 году территория некоторых сельских советов района была изменена.
В 1985 году территория некоторых сельских советов района была изменена.
К 1987 году ближайшая железнодорожная станция Любинская в 138 километрах.
На 1 марта 1991 года в районе проживало 36726 человек (12477 в рабочем посёлке Большеречье и 24249 человек сельское население). В состав района входили: рабочий посёлок, 12 сельских советов, 61 населённый пункт. Площадь района составила 4300 км2. Действовало 12 совхозов («Егащинский», «Ингалинский», «Красноярский», «Курносовский», «Маяк», «Новологиновский», «Коршуновский», «Ленинградский», «Дзержинский», «Большереченский», «Чебаклинский», «Кирсановский»).
В 1993 году сельские советы преобразованы в сельские округа.
В 2004 году сельские поселения преобразованы в сельские округа.
В 2008 году в районе было исключено 2 населённых пункта из учётных данных (деревни Малокаиркуль, Петровка).
На 1 января 2009 года в районе насчитывалось 12 сельских округов, 1 рабочий посёлок, 55 сельских населённых пунктов.
В ноябре 2009 года в районе был исключён 1 населённый пункт из учётных данных (деревня Илья-Карга).
В 2012 году был утверждён герб района.

## Население
| 1926    | 1931    | 1959    | 1970    | 1979    | 1989    | 2002    |
| ------- | ------- | ------- | ------- | ------- | ------- | ------- |
| 39 875  | ↗54 368 | ↘48 586 | ↘36 758 | ↘34 123 | ↗36 726 | ↘34 037 |
| 2009    | 2010    | 2011    | 2012    | 2013    | 2014    | 2015    |
| ↘31 688 | ↘28 486 | ↘28 380 | ↘27 762 | ↘27 078 | ↘26 512 | ↘26 239 |
| 2016    | 2017    | 2018    | 2019    | 2020    | 2021    | 2023    |
| ↘25 990 | ↘25 737 | ↘25 466 | ↘25 287 | ↘24 997 | ↘22 273 | ↘21 790 |

Гендерный состав
По Всероссийской переписи населения 14-25 октября 2010 года в районе проживало 28486 человек (13322 м — 15164 ж). В сельской местности 17215 человек. В процентном отношении 46,8 % мужчин и 53,2 % женщин.

### Урбанизация
В городских условиях (пгт Большеречье) проживают 44,62 % населения района.
По Всесоюзной переписи населения 17 декабря 1926 года в районе проживало 39883 человека в сельской местности (19119 м — 20764 ж).
По Всесоюзной переписи населения 15 января 1959 года в районе проживало 48586 человек в сельской местности (21507 м — 27079 ж).
По Всесоюзной переписи населения 15-22 января 1970 года в районе проживало 36758 человек (16762 м — 19996 ж). В сельской местности 28759 человек.
По Всесоюзной переписи населения 17 января 1979 года в районе проживало 34123 человека (15704 м — 18419 ж). В сельской местности 24617 человек.
По Всесоюзной переписи населения 12-19 января 1989 года в районе проживало 36726 человек (17276 м — 19450 ж). В сельской местности 24249 человек.
По Всероссийской переписи населения 9 октября 2002 года в районе проживало 34037 человек (15976 м — 18061 ж). В сельской местности 21676 человек.
По Всероссийской переписи населения 14-25 октября 2010 года в районе проживало 28486 человек (13322 м — 15164 ж). В сельской местности 17215 человек. В процентном отношении 46,8 % мужчин и 53,2 % женщин.

### Национальный состав
По Всероссийской переписи населения 2010 года
| Национальность  | Численность населения, чел. | доля от населения |
| --------------- | --------------------------- | ----------------- |
| Русские         | 23786                       | 83,50             |
| Татары          | 3034                        | 10,65             |
| Казахи          | 426                         | 1,50              |
| Немцы           | 319                         | 1,12              |
| Украинцы        | 140                         | 0,49              |
| Другие          | 769                         | 3,35              |
| Итого по району | 28486                       | 100,00            |

По Всесоюзной переписи населения 17 декабря 1926 года в районе проживали русские, украинцы, белорусы, татары, монголы.
На 1 января 1931 года в районе проживало 53686 человек (русские 41479, белорусы 5393, татары 4640, украинцы 1817, киргизы 267).

## Муниципально-территориальное устройство
В Большереченском районе 55 населённых пунктов в составе одного городского и двенадцати сельских поселений:
| №  | Городское и сельские поселения         | Административный центр      | Количество населённых пунктов | Население | Площадь, км2 |
| -- | -------------------------------------- | --------------------------- | ----------------------------- | --------- | ------------ |
| 1  | Большереченское городское поселение    | рабочий посёлок Большеречье | 1                             | ↘9723     | 12,79        |
| 2  | Евгащинское сельское поселение         | село Евгащино               | 4                             | ↘1505     | 343,89       |
| 3  | Ингалинское сельское поселение         | село Ингалы                 | 4                             | ↘904      | 314,16       |
| 4  | Красноярское сельское поселение        | село Красный Яр             | 4                             | ↘1148     | 300,97       |
| 5  | Курносовское сельское поселение        | село Курносово              | 4                             | ↘717      | 346,14       |
| 6  | Могильно-Посельское сельское поселение | село Могильно-Посельское    | 5                             | ↘1183     | 440,65       |
| 7  | Новологиновское сельское поселение     | село Новологиново           | 6                             | ↘1008     | 300,26       |
| 8  | Почекуевское сельское поселение        | село Почекуево              | 5                             | ↘836      | 417,54       |
| 9  | Старокарасукское сельское поселение    | село Старокарасук           | 5                             | ↘722      | 295,60       |
| 10 | Такмыкское сельское поселение          | село Такмык                 | 5                             | ↘1487     | 413,66       |
| 11 | Уленкульское сельское поселение        | село Уленкуль               | 4                             | ↘619      | 348,22       |
| 12 | Чебаклинское сельское поселение        | село Чебаклы                | 5                             | ↘542      | 481,92       |
| 13 | Шипицынское сельское поселение         | село Шипицыно               | 3                             | ↘1396     | 316,15       |

| №  | Населённый пункт     | Тип             | Население | Муниципальное образование              |
| -- | -------------------- | --------------- | --------- | -------------------------------------- |
| 1  | Аубаткан             | деревня         | ↘35       | Чебаклинское сельское поселение        |
| 2  | Безымянная           | деревня         | ↘44       | Красноярское сельское поселение        |
| 3  | Березовка            | деревня         | ↘106      | Чебаклинское сельское поселение        |
| 4  | Берняжка             | деревня         | ↘47       | Новологиновское сельское поселение     |
| 5  | Большемурлы          | деревня         | ↘66       | Могильно-Посельское сельское поселение |
| 6  | Большеречье          | рабочий посёлок | ↘9723     | Большереченское городское поселение    |
| 7  | Боровянка            | деревня         | ↘11       | Ингалинское сельское поселение         |
| 8  | Ботвино              | деревня         | ↘49       | Такмыкское сельское поселение          |
| 9  | Бызовка              | деревня         | ↘7        | Такмыкское сельское поселение          |
| 10 | Гущино               | деревня         | ↘146      | Шипицынское сельское поселение         |
| 11 | Добролюбовка         | деревня         | ↘17       | Курносовское сельское поселение        |
| 12 | Евгащино             | село            | ↘1322     | Евгащинское сельское поселение         |
| 13 | Ингалы               | село            | ↘808      | Ингалинское сельское поселение         |
| 14 | Казатово             | деревня         | ↘5        | Почекуевское сельское поселение        |
| 15 | Каракуль             | деревня         | ↘36       | Уленкульское сельское поселение        |
| 16 | Кирсановка           | деревня         | ↘211      | Шипицынское сельское поселение         |
| 17 | Колбышево            | деревня         | ↘154      | Евгащинское сельское поселение         |
| 18 | Коршуново            | деревня         | ↘15       | Почекуевское сельское поселение        |
| 19 | Кошкуль              | деревня         | ↘118      | Почекуевское сельское поселение        |
| 20 | Красный Яр           | село            | ↘1057     | Красноярское сельское поселение        |
| 21 | Криводаново          | деревня         | ↘27       | Красноярское сельское поселение        |
| 22 | Куйгалы              | деревня         | ↘227      | Курносовское сельское поселение        |
| 23 | Курносово            | село            | ↘555      | Курносовское сельское поселение        |
| 24 | Мешково              | деревня         | ↘98       | Евгащинское сельское поселение         |
| 25 | Милино               | деревня         | ↘29       | Ингалинское сельское поселение         |
| 26 | Михайловка           | деревня         | ↘4        | Евгащинское сельское поселение         |
| 27 | Могильно-Посельское  | село            | ↘424      | Могильно-Посельское сельское поселение |
| 28 | Могильно-Старожильск | деревня         | ↘544      | Могильно-Посельское сельское поселение |
| 29 | Моховое Озеро        | деревня         | ↘66       | Могильно-Посельское сельское поселение |
| 30 | Новологиново         | село            | ↘684      | Новологиновское сельское поселение     |
| 31 | Осихино              | деревня         | ↘49       | Красноярское сельское поселение        |
| 32 | Почекуево            | село            | ↘615      | Почекуевское сельское поселение        |
| 33 | Решетниково          | деревня         | ↘177      | Такмыкское сельское поселение          |
| 34 | Ростовка             | деревня         | ↘95       | Ингалинское сельское поселение         |
| 35 | Русиново             | деревня         | ↘25       | Старокарасукское сельское поселение    |
| 36 | Рямовка              | деревня         | ↘125      | Могильно-Посельское сельское поселение |
| 37 | Секменёво            | деревня         | ↘159      | Новологиновское сельское поселение     |
| 38 | Старокарасук         | село            | ↘504      | Старокарасукское сельское поселение    |
| 39 | Сухокарасук          | деревня         | ↘39       | Курносовское сельское поселение        |
| 40 | Такмык               | село            | ↘1283     | Такмыкское сельское поселение          |
| 41 | Терехово             | деревня         | ↘35       | Новологиновское сельское поселение     |
| 42 | Трубчёвка            | деревня         | ↘78       | Старокарасукское сельское поселение    |
| 43 | Тусказань            | деревня         | ↘74       | Уленкульское сельское поселение        |
| 44 | Уваровка             | деревня         | ↘17       | Чебаклинское сельское поселение        |
| 45 | Уленкуль             | село            | ↘409      | Уленкульское сельское поселение        |
| 46 | Хлебоприёмный Пункт  | посёлок         | ↘6        | Такмыкское сельское поселение          |
| 47 | Чебаклы              | село            | ↘374      | Чебаклинское сельское поселение        |
| 48 | Чеплярово            | деревня         | ↘47       | Новологиновское сельское поселение     |
| 49 | Черналы              | деревня         | ↘119      | Уленкульское сельское поселение        |
| 50 | Черново              | деревня         | ↘144      | Старокарасукское сельское поселение    |
| 51 | Чистоозерье          | деревня         | ↘12       | Старокарасукское сельское поселение    |
| 52 | Шипицыно             | село            | ↘1076     | Шипицынское сельское поселение         |
| 53 | Шуево                | деревня         | ↘85       | Новологиновское сельское поселение     |
| 54 | Яготово              | деревня         | ↘124      | Почекуевское сельское поселение        |
| 55 | Яланкуль             | деревня         | ↘52       | Чебаклинское сельское поселение        |

Исчезнувшие населённые пункты
| - Александровка — деревня (1896-?) - Илле-Карга — деревня (1775—2009) - Имберень — деревня (1626-?) - Красный Яр — деревня (1824—1998) - Лебяжье — деревня (1896-?) - Ленинградка — деревня (1907-?) - Лугово-Бесстрашниково — деревня - Малокаиркуль — деревня (1886—2008) - Маткуль — деревня (1895—1998) - Петровка — деревня (1886—2008) - Весёлое 1898—1978 - Могулинка (?—1963) - Нагорно-Бесстрашниково (1917—1963) - Покровка |

## Экономика
По данным ЕГРПО, на территории Большереченского района действуют около 386 субъектов хозяйственной деятельности. На долю коммерческих организаций приходится около 48 %, некоммерческие организации составляют около 30 %.
В сфере промышленности наиболее развиты пищевая, мукомольно-крупяная и комбикормовая. Они обеспечивают более 97 % всего объёма промышленной продукции района. С января по декабрь 2001 г. объём промышленной продукции составил 90740 тыс. рублей.
Введено в действие жилых домов 1620 м². (55,1 % к 2000 г.) Оборот розничной торговли в 2001 г. составил 132181 тыс. рублей. Оборот общественного питания организаций района в период с января по сентябрь 2001 г. исчисляется в 4170 тыс. рублей.

## Достопримечательности
- ИКК «Старина Сибирская»;
- Государственный Большереченский зоопарк;
- БУК «Культура».

Памятники истории, археологии, архитектуры и монументального искусства
- Торговая лавка купца П. Гладкова 1912 год, в которой размещалось правление коммуны им. Калинина в 1929—1930, ул. Советов 47 пгт Большеречье
- Здание первой коммунальной электростанции, ул. Советов 67 пгт Большеречье
- Памятник воинам-землякам, погибшим в годы Великой Отечественной войны 1941—1945 гг. установлен в 1967 году, ул. Красноармейская пгт Большеречье
- Памятник В. И. Ленину установлен в 1970 году, пгт Большеречье
- Дом купца А. А. Калижникова начало XIX века, в котором размещался штаб 51 дивизии, принимавшей участие в освобождении Сибири от белогвардейцев в ноябре 1919, ул. Ленина село Евгащино
- Дом купца Яркова конец XIX — начало XX веков, ул. Партизанская-Советская село Евгащино
- Дом купца В. И. Чередова конец XIX — начало XX веков, ул. Советская 80 село Ингалы
- Дом С. Ж. Кожевникова конец XIX — начало XX веков, ул. Советская 92 село Ингалы
- Дом крестьянина А. П. Миронова конец XVIII — начало XIX веков, село Могильно-Посельское
- Жилой дом К. Полтавского 1897 год, в котором размещалось правление колхоза им. В. И. Ленина, село Могильно-Посельское
- Жилой дом А. Г. Ивановой конец XIX — начало XX веков, село Могильно-Посельское
- Дом А. М. Балова 1905 год, деревня Могильно-Старожильск
- Дома крестьянина Г. В. Зубова конец XVIII — начало XIX веков, ул. Заречная 19 село Старокарасук
- Дом Е. Д. Борисова, в котором размещался штаб 51-й дивизии, принимавшей участие в освобождении Сибири от колчаковцев, село Могильно-Посельское
- Братская могила 10 борцов за власть советов, расстрелянных колчаковцами в 1919, установлен в 1967 году, ул. Советская село Евгащино
- Обелиск односельчанам, участникам Гражданской войны, установлен в 1959 году, бывшая деревня Лебяжье
- Братская могила борцов за власть советов, расстрелянных колчаковцами в 1919, установлен в 1967 году, деревня Михайловка
- Могила красногвардейца Березенко, убитого белогвардейцами в 1919, установлен в 1967 году, ул. Береговая село Новологиново
- Могила солдата-фронтовика Телятникова, расстрелянного белогвардейцами в 1919, установлен в 1969 году, кладбище село Старокарасук
- Могила солдата-фронтовика Киселёва, расстрелянного за срыв мобилизации в Белую армию в 1919, установлен в 1969 году, кладбище село Старокарасук
- Братская могила красногвардейцев, расстрелянных белогвардейцами в 1918, установлен в 1966 году, ул. Ленина село Такмык
- Такмыкская слобода — одно из первых, основанных русскими поселений Приобья 1682 год, село Такмык
- Обелиск односельчанам, участникам Гражданской войны, установлен в 1973 году, у школы деревня Шуево[69][70]
- Дом купца Кубрина 1912 год, ул. Пролетарская 26 пгт Большеречье
- Дом купца П. Гладкова, образец застройки улицы 1912 год, ул. Советов 41 пгт Большеречье
- Дом купца Ф. А. Земляницына начало XX века, ул. Советов 43 пгт Большеречье
- Особняк купца Н. Я. Гладкова начало XX века, ул. Советов 45 пгт Большеречье[71]
- Участок Московско-Сибирского тракта конец XVIII — начало XIX веков, между деревней Секменёво и селом Новологиново
- Могила неизвестного красноармейца 1919 год, деревня Сухокарасук[72]
- Обелиск односельчанам, участникам Гражданской войны, село Такмык
- 34 различных курганных могильников, курганов и поселений, деревня Боровянка
- 31 различный курганных могильников, курганов, поселений, городищ, стоянок и грунтовый могильник, село Старокарасук